# Guils Fontanera
Guils Fontanera es una estación municipal de esquí nórdico situada en la zona de la Fontanera del municipio de Guils de Cerdaña en la Baja Cerdaña (Gerona, España).
Rodeada por una gran extensión de bosque de pino negro, se encuentra situada en la vertiente norte de la solana de Puigcerdá y goza de abundante nieve. Limita con los municipios de Latour-de-Carol y Porta (en la Alta Cerdaña) y a poniente con Ger.
La estación abrió en el año 1992. En total posee 45 km de pistas de esquí de fondo situadas entre las cotas de 1905 y 2080 metros. Están repartidas según dificultad en:
- Circuito verde: 4 km

- Circuito azul: 25 km

- Circuito rojo: 20 km

- Circuito negro: 4 km

- Circuito de skatting: 8 km

- Circuito de raquetas: Tres circuitos de 3, 7 y 10 km

Dispone de un parque de nieve infantil, escuela de esquí de fondo, cafetería restaurante, servicio médico y una zona de trineos para niños, de 500 metros de largo.
En la cota más alta el circuito termina en el límite municipal con Ger, pero con esquí de montaña se puede llegar hasta el refugio de la Feixa y el lago de Malniu.

## Economía
La actividad del sector primario se ha mantenido como una de las más importantes. Más de la mitad de la extensión del municipio ocupada por montaña, está cubierta mayoritariamente por superficie forestal. Existe una extensión bastante importante de roquedal de alta montaña. La superficie agraria útil la comparten pastos permanentes y tierras labradas. Los principales cultivos son los cereales (trigo, avena y centeno), las patatas y el forraje. La ganadería es relativamente importante, con ganado vacuno y equino.
Las pistas de esquí nórdico de Guils Fontanera han venido a revitalizar este sector en época invernal.

## Etimología
Las explicaciones sobre el origen del topónimo de Guils son diversas: A) del latín, por el sufijo -ile, a) Equiles = "establos de caballos". b) Agua. c) Aqua levi = "agua ligera, rápida". B) del Árabe; a) al-guil = "los aludes (de nieve)" b) guilz = "terreno duro".
En cuanto al topónimo Fontanera, éste tiene su origen en Fontana que significa perteneciente o relativo a las fuentes.

## Historia
La población de Guils de Cerdaña se remonta, como mínimo, a la Edad del Bronce, y en varios sectores de la montaña hay indicios de escritura ibérica y de romanización.

## Clima y Orografía
La situación de la Cerdaña (entre los Pirineos orientales y el macizo prepirenaico, con cimas cercanas a los 3000 metros), su orientación (el único valle del Pirineo orientado de este a oeste) y su relativa proximidad al Mediterráneo, le han proporcionado unas características bioclimáticas específicas. La Cerdaña es una depresión de origen tectónico, que durante el Mioceno fue un lago. Existen dos barreras de montañas que han delimitado tres unidades biogeográficas naturales: la plana (el fondo del valle), la solana (cordillera fronteriza entre Francia y España) y la baga, que delimita el sudeste por la línea formada por el macizo Puigmal, Cadí-Moixeró.
Guils Fontanera se encuentra en la solana y recibe una mayor radiación solar anual que la otra vertiente del valle, que hace que tenga un clima más suave.
El clima, alrededor de los 1900 metros) se caracteriza por un régimen de temperaturas bajas durante todo el año y una notable pluviosidad (más de 1200 mm anuales); una gran parte de las precipitaciones son de nieve, y en las cimas el período de innivación se alarga de octubre a mayo generalmente.
En cuanto a la temperatura, en torno a los 1900 m, la media anual está alrededor de 4,1 °C, distribuidas en -1 °C - 2,7 °C en invierno y 9 °C y 11 °C en verano.

## Flora y fauna
La montaña presenta un buen número de hectáreas de superficie forestal junto con una importante superficie de roca. En segundo lugar encontramos prados y pastos en un terreno bastante fértil. En el piso subalpino es importante el área ocupada por el pino negro. Cabe destacar la combinación de torrentes y lagos con las pinceladas de flora alpina. En los prados crecen diversas especies florales y de plantas aromáticas que aportan sus olores y colores al paisaje en las diferentes épocas del año: anémonas, cardos, tomillo, gencianas, retama, matalaúva, nomeolvides, violetas, y amapolas entre otras. En los bosques conviven tres especies de coníferas: el pino silvestre llamado también pino rojo se pueden hallar hasta alturas de 1600-1900 metros; el pino negro es la fuente de materias primas de la industria maderera local, sus ejemplares pueden superar fácilmente los 10 metros y se pueden hallar hasta los 2500 metros de altitud; el abeto puede crecer hasta los 20 metros y se halla en vertientes más sombrías, también más húmedas llegando a altitudes de más de 2000 metros.
En estos bosques, algunos muy cerrados, las condiciones para el desarrollo de frutos silvestres son óptimas, especialmente para las fresas silvestres y las frambuesas.
También se pueden reconocer diversas especies de setas, muy comunes en las tierras catalanas: rebozuelo, rovellón, y níscalo entre otros.
La montaña media, boscosa, está especialmente habitada por ardillas, urogallos (Tetrao urogallus), el gato montés (Felis silvestris), marmotas (Marmota flaviventris), martas y nutrias- en zonas húmedas y cerca de lagos y ríos; jabalíes, tejones, así como diferentes rapaces - halcones, milanos y lechuzas- y córbidos - cuervos, urracas y grajos-. Los corzos (Capreolus capreolus) siempre han tenido una importante presencia. Otra especie que también destaca es la perdiz blanca.
En la alta montaña podemos hallar, principalmente dos especies: el rebeco o sarrio (Rupicapra rupicapra pyrenaica) y el águila real (Aquila chrysaetos).
Además, los cursos fluviales son el hábitat natural de dos especies salmónidas muy apreciadas y abundantes: la trucha común (Salmo trutta fario) y la trucha irisada (Salmo gairdnerii).

## Actividades lúdicas
Guils Fontanera es una de las estaciones de esquí con los parajes más bellos de Cataluña. Durante el mes de enero se organiza la Marcha Fontanera - Premio Vila de Puigcerdà de esquí nórdico, que desde hace unos años acoge gran número de participantes de ambos lados de la frontera.
Asimismo, su privilegiada situación permite al visitante disfrutar de una increíble panorámica de la Cerdaña, desde el macizo de Carlit hasta la Sierra del Cadí.
Durante la estación de verano es un lugar muy agradable para visitar que, cuenta con espectaculares vistas y desde donde salen muchas excursiones que se adentran en el bosque, que alcanzan el lago de Mal, el Malniu y el de Guils, e incluso llegan al Puigpedrós.
Durante los meses de verano, junto a la casa restaurante se encuentra un eco campamento sostenible (cero emisiones, cero residuos y respetuoso con el medio ambiente) que alberga las colonias de verano.